# Guardia Perticara
Guardia Perticara é uma comuna italiana da região da Basilicata, província de Potenza, com cerca de 758 habitantes. Estende-se por uma área de 53 km², tendo uma densidade populacional de 14 hab/km². Faz fronteira com Armento, Corleto Perticara, Gallicchio, Gorgoglione (MT), Missanello.
Pertence à rede das Aldeias mais bonitas de Itália.

## Demografia
| Variação demográfica do município entre 1861 e 2011                               |
|                                                                                   |
| Fonte: Istituto Nazionale di Statistica (ISTAT) - Elaboração gráfica da Wikipedia |